# Entelloptera rogenhoferi rogenhoferi
Entelloptera rogenhoferi rogenhoferi es una subespecie de mantis de la familia Mantidae.

## Distribución geográfica
Se encuentra en Natal, Transvaal (Sudáfrica).  Tanzania y Zimbabue.